# صوفيا (روبوت)
صوفيا هي روبوت  شبيه بالبشر  صممته شركة «هانسون روبوتيكس» الموجودة في هونغ كونغ. صممت كي تتعلم وتتأقلم مع السلوك البشري وتصرفاته، ولكي تعمل مع البشر، وقدمت بعدة مؤتمرات إلى العلن. حصلت صوفيا في أكتوبر 2017 على الجنسية السعودية، لتكون بذلك أول روبوت يحصل على جنسية.

## تاريخ
جرى تشغيل الروبوت صوفيا في 19 أبريل من عام 2015. وصممت شكلياً بناءً على الممثلة البريطانية أودري هيبورن، وتعرف صوفيا بمنظرها وتصرفها الشبيهان بالبشر مقارنة بالروبوتات الأخرى السابقة.
وبناءً على ما أعربه منتج الروبوتات، ديفيد هانسون، فإن لدى صوفيا ذكاءً صناعياً ومعالجة بيانات بصرية وقدرة على تمييز الوجوه. كما أنها تحاكي الإيحاءات البشرية وتعابير الوجه، ولديها أيضاً القدرة على الإجابة على أسئلة معينة وإجراء حوارات بسيطة في مواضيع محددة (كالطقس على سبيل المثال). يستخدم الروبوت كذلك  تكنولوجيا تعرف على الكلام من شركة ألفابت (الشركة الأم لجوجل) وصمم النظام ليصبح أذكى مع الوقت.
صمم ديفيد هانسون الروبوت ليكون رفيقاً ملائماً لكبار السن ولدور العجزة، أو لمساعدة الحشود في المناسبات الكبيرة أو الساحات العامة أو ما شابه، ويأمل أن تكون قادرة على التفاعل مع البشر بما يكفي لتمتلك مهارات اجتماعية.

## مناسبات

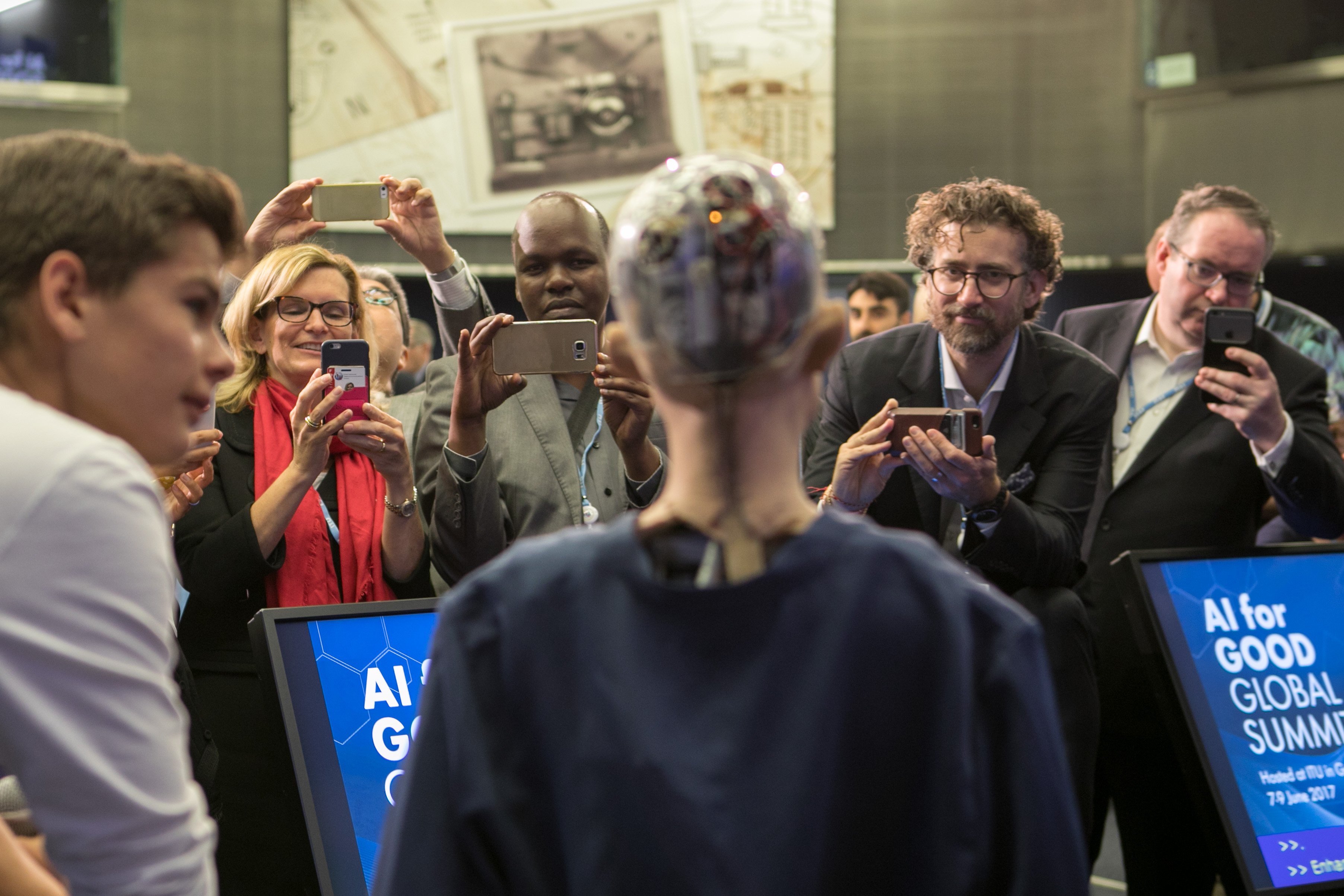
القمة العالمية الجيدة لذكاء الاصطناعي جنيف، سويسرا، 7 - 9 يونيو 2017

أجري لقاءٌ صحفي مع صوفيا بنفس الطريقة التي تُجرى مع البشر، وتحدثت فيه مع بعض المضيفين. وعندما عبر لها مذيع CNBC عن قلقه من سلوك الروبوتات أجابت صوفيا بأنه «يقرأ كثيرا لإيلون ماسك ويشاهد أفلام هوليوود كثيراً». وغرد إيلون ماسك على تويتر متسائلاً فيما لو أن صوفيا شاهدت فيلم الجريمة العراب، «فما أسوأ ما قد يحصل؟»
قدمت صوفيا إلى الأمم المتحدة في 11 تشرين أول 2017، وأجرت محادثة قصيرة مع نائب الأمين العام للأمم المتحدة، أمينة محمد. وفي ال25 من نفس الشهر، عرضت صوفيا في قمة الإستثمارات المستقبلية في الرياض، وحصلت صوفيا فيها على الجنسية السعودية لتكون بذلك أول روبوت يحصل على جنسية.
أدى منح صوفيا الجنسية عدة تساؤلات حول الحقوق المدنية التي يترتب عليها منح الجنسية لآلي، عما إذا كان ذلك يمنحها الحق في التصويت أو الزواج، أو إذا ما كان تعطيل نظامها أو إغلاقه يعتبر جريمة قتل.

## وصلات خارجية
- الموقع الرسمي